# Klaas Jans Schiphorst
Klaas Jans Schiphorst (Schiphorst, 1 april 1778 - aldaar, 23 juni 1857) was een Nederlandse burgemeester.

## Leven en werk
Schiphorst was een zoon van Jan Warner Jacobs en Hillegien Willems. Hij was landbouwer in Schiphorst. Hij trouwde op 29 mei 1803 in IJhorst/de Wijk met Fijge Teele Hoek, dochter van Teele Lukas en Geesje Koobs. In 1826 volgde hij zijn aangetrouwde neef Lucas Nijsingh op als burgemeester van de Wijk. Hij vervulde deze functie tot 1852 toen hij werd opgevolgde door de zoon van zijn neef en voorganger Jan Luchies Nijsingh.
In 1845 werd Schiphorst als burgemeester van de Wijk geconfronteerd met een serie gifmoorden in het armenhuis aldaar. Na een aantal aanvankelijk onverklaarbare sterfgevallen in het armenhuis viel de verdenking op ene Hendrikje Doelen. Schiphorst gelastte haar arrestatie en droeg haar over aan het parket van Assen. Zij werd ter dood veroordeeld, een straf die later werd omgezet in een levenslange gevangenisstraf. Zij werd op 2 december 1847 met de strop om de nek te kijk gezet op het schavot van Assen. Zij overleed acht dagen later in de vrouwengevangenis van Gouda.